# أبو الحسن القزويني
علي بن عمر بن محمد بن الحسن أبو الحسن القزويني البغدادي الحربي الشافعي (360 هـ - 420هـ)، شيخ العراق، وأحد الزهاد العباد المذكورين.

## سيرته
كان أبو الحسن القزويني أحد الزهاد المشار إليهم في مدينة بغداد، كثير القراءة للقرآن، على معرفة بالحديث والفقه. قرأ القرآن على أبي حفص الكتاني، ولم يكن يعطي من يقرأ عليه إسنادا للروايات. روى ابن الصلاح في كتابه طبقات الفقهاء الشافعية عن القاضي أبو الحسن البيضاوي قال: حدثني أبي أبو عبد الله البيضاوي فقال: كان يتفقه معنا على الداركي أبو الحسن القزويني وهو حديث السن، وكان حسن الطريقة، ملازما للصمت، قل أن يتكلم فيما لا يعنيه. ومضى على ذلك سنون ولم أجتمع به، فلما كان يوما شيعت فيه جنازة، ثم رجعت من الجنازة، فدخلت مسجدا في الحربية صليت فيه جماعة، فافتقدت الإمام فإذا به أبو الحسن ابن القزويني، فسلمت عليه، وقلت له: من تلك السنين ما رأيناك، فقال: تفقهنا جميعا، وكل بعد ذلك سلك طريقا.
ورى أيضا عن أبو القاسم عبد السميع الهاشمي أنه قال: حدثني عبد العزيز الصحراوي الزاهد قال: كنت أقرأ على أبي الحسن القزويني، فلما كان يوم إذ نحن برجل قد دخل علينا المسجد مشتملا منشفة، مغطى الوجه، فوثب الشيخ إليه، فاستقبله وصافحه، وأجلسه بين يديه، وحادثه ساعة طويلة، ثم ننهض للقيام، فقام القزويني فشيعه إلى باب المسجد، وودعه، ثم عاد، فعجبت لذلك عجبا شديدا، فقال لي صاحب كان بجنبي: مم تتعجب؟ فقلت من الشيخ وفعله هذا بهذا الرجل. فقال لي: ولست تعرفه؟ فقلت لا، فقال: هذا أمير المؤمنين القادر بالله.
وروي عن القاضي الماوردي قال: صليت خلف أبي الحسن القزويني، فرأيت عليه قميصا نقيا مطرزا، فقلت في نفسي أين الطرز من الزهد؟ فلما سلم، قال: سبحان الله الطرز لا ينقض حكم الزهد.

## مشايخه وتلاميذه
سمع أبا حفص بن الزيات، والقاضي أبا الحسن الجراحي، وأبا عمر بن حيويه، وأبا القاسم بكر بن شاذان، أبا فتح القواس وطبقتهم.
حدث عنه: الخطيب البغدادي، وابن خيرون، وأبو الوليد الباجي، وأبو علي أحمد بن محمد البرداني، أبو سعد أحمد بن محمد بن شاكر الطرسوسي، وجعفر بن أحمد السراج، والحسن بن محمد الباقرحي، وأبو العز محمد بن المختار، وأحمد بن محمد بن بغراج، وهبة الله بن أحمد الرحبي، وأبو منصور أحمد بن محمد الصيرفي، وعلي بن عبد الواحد الدينوري وخلق سواهم.

## أقوال العلماء فيه
قال الخطيب البغدادي: كان أحد الزهاد، ومن عباد الله الصالحين، يقرئ القرآن، ويروي الحديث، ولا يخرج من بيته إلا للصلاة، وكان وافر العقل، صحيح الرأي.